# قطعنامه ۴۴ شورای امنیت
قطعنامه ۴۴ شورای امنیت سازمان ملل متحد که در تاریخ ۰۱ آوریل ۱۹۴۸ تصویب شد، سندی بین‌المللی دربارهٔ مسئلهٔ فلسطین است. این قطعنامه طی نشست ۲۷۷ام با ۹ موافق، بدون مخالف و ۲ ممتنع تصویب شد.